# Jeralean Talley
Pour les articles homonymes, voir Talley.
Jeralean Talley, née Kurtz, née le 23 mai 1899 à Montrose (Géorgie) et morte le 17 juin 2015 , est une supercentenaire américaine devenue, à la mort de Gertrude Weaver le 6 avril 2015, la doyenne de l'humanité à l'âge de 115 ans. Susannah Mushatt Jones lui succède.

## Biographie
Née le 23 mai 1899 à Montrose, en Géorgie, elle fait partie d'une fratrie de onze frères et sœurs. Elle passe sa jeunesse dans une ferme à cueillir du coton, des cacahuètes, ainsi que des patates douces. Elle déménage à Inkster, dans le Michigan, en 1935, où elle vit jusqu'à sa mort. Elle y épouse un an après son arrivée Alfred Talley (né le 30 janvier 1893) et donne naissance à une fille, Thelma, en 1937. Elle est mariée durant 52 ans, jusqu'à la mort de son mari le 17 octobre 1988. Elle a 3 petits-enfants, 10 arrière-petits-enfants et 4 arrière-arrière-petits-enfants.

## Santé et style de vie
Elle est restée active durant sa retraite, en cousant des robes et en jouant aux machines à sous dans les casinos. Elle a aussi joué au bowling jusqu'à ses 104 ans (à partir de là, ses jambes sont devenues trop faibles), ce qui ne l'a pas empêchée d'attraper sept poissons au cours d'une partie de pêche alors qu'elle était âgée de 114 ans.
Elle est de confession baptiste : elle est appelée « Mère Talley » par ses condisciples, et la rue où se situe son église a été renommée en son honneur pour son 114e anniversaire, en 2013. À cette occasion, le président des États-Unis Barack Obama lui a personnellement écrit pour la féliciter, précisant qu'elle « faisait partie d'une génération extraordinaire ».
Elle vivait selon l'éthique de réciprocité (« Traite les autres comme tu souhaites être traité. »), qu'elle utilisait pour conseiller son entourage, à qui elle recommandait de faire usage de leur sens commun.